# Роб Маршалл
Роб Маршалл (англ. Rob Marshall, нар. 17 жовтня 1960, Медісон (Вісконсин)) — американський театральний і кінорежисер і хореограф. Шестиразовий номінант премії Тоні, номінант премій Оскара і Золотий глобус, володар премії Еммі. Серед інших його робіт, найбільшу популярність отримали фільм «Чикаго» (2002) і рімейк бродвейського мюзиклу «Кабаре» (1998).
Він дебютував в кіно з телевізійною адаптацією мюзиклу «Енні» за сценарієм Чарльза Страуса та Мартіна Чарніна. Після цього він працював над очікуваною адаптацією мюзиклу «Чикаго», за що отримав свою першу номінацію на премію Оскар за режисуру. Пізніші його роботи включають драму «Мемуари Гейші», засновану на однойменному бестселері Артура Голдена, і виграла три премії Оскар з шести номінацій. Наступний фільм Маршалла (жовтень, 2009) — переробка однойменного бродвейського мюзиклу «Дев'ять».
Роб Маршалл став режисером четвертого фільму «Піратів Карибського моря», з Джонні Деппом і Джеффрі Рашем у головних ролях.
У 2014-му Маршалл зрежисерував адаптацію Діснея фільму Стівена Сондгейма «У темному-темному лісі». Наступним його фільмом було продовження стрічки 1964 року про Мері Поппінс під назвою «Мері Поппінс повертається», що об'єднала двох актрис з попередньої картини Маршалла «У темному-темному лісі»: Емілі Блант як головну героїню та Меріл Стріп у другоплановій ролі.

## Особисте життя
Маршалл — відкритий гей. Принаймні з 2007 року Маршалл живе в Нью-Йорку зі своїм чоловіком, продюсером і хореографом Джоном ДеЛюка, з яким він уклав шлюб 2012 року.

## Фільмографія
- 1999 — Енні / Annie
- 2002 — Чикаго / Chicago
- 2005 — Мемуари Гейші / Memoirs of a Geisha
- 2009 — Дев'ять / Nine
- 2011 — Пірати Карибського моря: На дивних берегах / Pirates of the Caribbean: On Stranger Tides
- 2014 — У темному-темному лісі / Into the Woods
- 2018 — Мері Поппінс повертається / Mary Poppins Returns
- 2023 — Русалонька / The Little Mermaid